# Stevia jorullensis
Stevia jorullensis là một loài thực vật có hoa trong họ Cúc. Loài này được Kunth miêu tả khoa học đầu tiên năm 1820.